# Acacia maidenii
Acacia maidenii — вид квіткових рослин з родини бобових. Ареал: Австралія (Новий Південний Уельс, Квінсленд, Вікторія); інтродукований до Аргентини, Індії (Тамілнад), США (Флорида).

## Середовище
Як правило, цей вид росте на більш родючих грунтах, іноді похідних з базальту, часто на краю прибережних тропічних лісів.

## Біоморфологічна характеристика
Це розлоге невелике дерево (до 15 м), але може досягати 20 м заввишки. Кора цього виду гладка, на старих стеблах тріщиниста, сіра або сіро-коричнева. Цвіте переважно в січні — червні, а окремі дерева можуть цвісти місяцями. Плодоносить з вересня по грудень. Визначальними ознаками цього виду є: помітні сочевички на гілочках і густо запушені чашечки. Філодії темно-зелені, чергуються вздовж стебла і досягають 20 см в довжину і 1–3 см вшир. Колоски квітів до 6 см завдовжки. Квітки блідо-жовті. Плід волохатий, у довжину ≈ 15 см, вузький, часто згорнутий.

## Використання
Acacia maidenii культивується як декоративна.